# Stångby
Stångby är en tätort i Lunds kommun i Skåne län, belägen ungefär fem km norr om Lund. 
Stångby består egentligen av två orter med en kilometers mellanrum. Den ursprungliga delen Stångby kyrkby är kyrkbyn med medeltida anor i Stångby socken med Stångby kyrka medan den större tätorten Stångby, ursprungligen Stångby stationssamhälle, är ett stationssamhälle i Vallkärra socken som ligger vid Södra stambanan, och som växte fram runt sekelskiftet 1900. Stångby stationssamhälle ärvde sedermera namnet Stångby.
Stångby är nu en av de orter som växer mest i Lunds kommun och vars befolkning enligt kommunens översiktsplan kommer att flerfaldigas fram till år 2040.

## Historia
Stångby har ärvt sitt namn från Stångby kyrkby som har medeltida rötter. Förledet "stång" i namnet Stångby har oviss syftning, men betydelsen "råmärke" eller "gränsmärke" är trolig. Enligt en tidigare teori skall byn vara uppkallad efter en Strånge, som det ska ha funnits ett forntida gravmonument över i kyrkbyn.
Vid slaget vid Lund den 4 december 1676 mellan Sverige och Danmark hade danskarna sitt härläger i området för nuvarande Stångby stationsamhälle. Lägrets västra delar har grävts ut arkeologiskt 2018. Vid datumet för slaget passerade den svenska armén väster om Stångby kyrka med sikte på Vallkärra och Lund. I höjd med kyrkan blev danskarna varse svenskarnas framfart, och sattes i full stridsberedskap.
Stångby station invigdes år 1901 i samband med att dubbelspår byggdes mellan Lund och Eslöv.  1904 byggdes Scharfenbergs lanthandel. Huset, med affär, fanns kvar till 1974. Under 1920- och 1930-talen byggdes en del egnahem, i huvudsak av lantbrukare som pensionerat sig, och i början av 1940-talet räknades ett 50-tal fastigheter och 135 invånare till stationssamhället. 1942 byggdes brandstationen för det växande samhället, som nu utöver lanthandeln hade mjölkaffär, bagare, toffelmakare, smedja och garveri.
1952 bildades Torns landskommun, genom sammanslagning av sju mindre landskommuner, med Stångby stationssamhälle som centralort. 1953 stod kommunalhuset färdigt.
Mark hade köpts in från Stångby nr 5, som ägdes av kyrkan, och redan på 1940-talet börjat styckas upp till tomter. Stångby utvecklades nu till en liten sovstad, vars invånare i huvudsak pendlade till sitt arbete i Lunds stad.
I början av 1960-talet uppfördes femtio småhus av två bolag på kommunalt initiativ. Kommunen planerade för över etthundra nya friliggande enfamiljsvillor i Stångby, som då hade 130 hushåll, när landskommunen 1967 gick upp i Lunds kommun och utbyggnaden stagnerade.
Fram till 2000-talet låg hela bebyggelsen, förutom enstaka hus, väster om järnvägen, och huvuddelen av stationssamhället fanns i en kil mellan järnvägen och Vallkärravägen. Befolkningsökningen 1965–1970 beror på att samhället byggdes ut västerut med villaområden inom den kilen. Efter år 2000 tillkom nya bostadsområden både öster om järnvägen och norr om Vallkärravägen.

### Befolkningsutveckling
| Befolkningsutvecklingen i Stångby 1960–2020 | Befolkningsutvecklingen i Stångby 1960–2020 | Befolkningsutvecklingen i Stångby 1960–2020 | Befolkningsutvecklingen i Stångby 1960–2020 | Befolkningsutvecklingen i Stångby 1960–2020 |
| ------------------------------------------- | ------------------------------------------- | ------------------------------------------- | ------------------------------------------- | ------------------------------------------- |
|                                             |                                             |                                             |                                             |                                             |
| År                                          |                                             |                                             | Folkmängd                                   | Areal (ha)                                  |
| 1960                                        | 1960                                        |                                             | 289                                         |                                             |
| 1965                                        | 1965                                        |                                             | 381                                         |                                             |
| 1970                                        | 1970                                        |                                             | 687                                         |                                             |
| 1975                                        | 1975                                        |                                             | 811                                         |                                             |
| 1980                                        | 1980                                        |                                             | 812                                         |                                             |
| 1990                                        | 1990                                        |                                             | 808                                         | 47                                          |
| 1995                                        | 1995                                        |                                             | 733                                         | 47                                          |
| 2000                                        | 2000                                        |                                             | 674                                         | 47                                          |
| 2005                                        | 2005                                        |                                             | 677                                         | 48                                          |
| 2010                                        | 2010                                        |                                             | 1 218                                       | 79                                          |
| 2015                                        | 2015                                        |                                             | 1 943                                       | 102                                         |
| 2020                                        | 2020                                        |                                             | 2 013                                       | 99                                          |
|                                             |                                             |                                             |                                             |                                             |

## Samhället

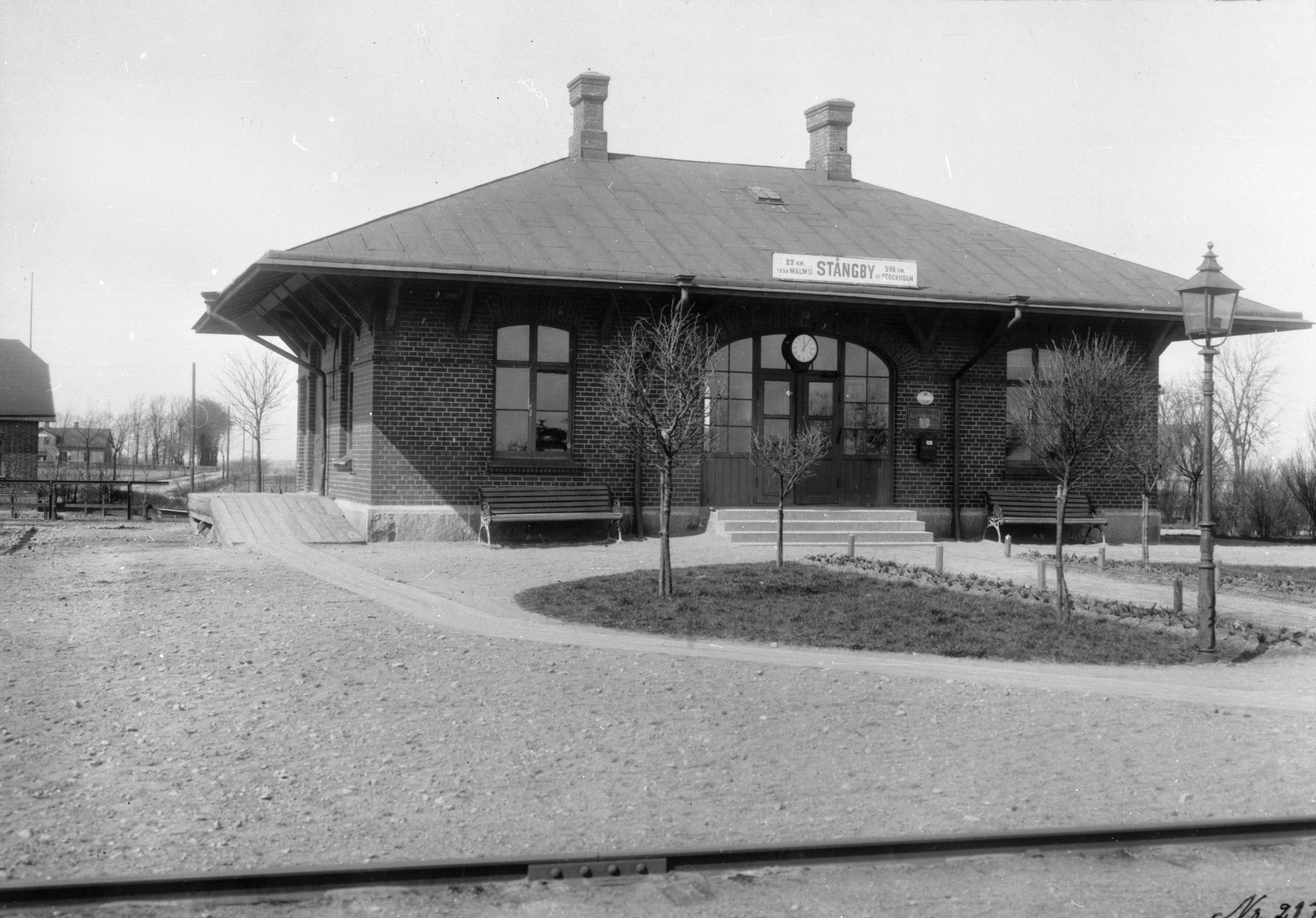
Stångby f.d. stationshus från 1901

I Stångby finns en idrottshall, Tornahallen, samt en filial till Lunds stadsbibliotek vilken våren 2005 var avvecklingshotad med en stark lokal protestaktion till följd. Det gamla stationshuset har förlorat sin ursprungliga funktion. Det fungerade ett tag som postkontor och inrymde senare, fram till år 2004, danslokalen och dansskolan Tango Trengtan.
Några kända personer som kommer från Stångby är Olof Skoog och My Forssander. Båda aktiva i både sitt lokala samhälle och på internationell nivå.

## Kommunikationer
Stångby har idag förbindelse med Pågatågen till Lund–Malmö och Eslöv–Hässleholm–Kristianstad. Stångby trafikeras även av Lunds stadsbuss linje 21.

## Näringsliv
De flesta förvärvsarbetande som bor i Stångby pendlar till Lund för att arbeta. Ett av de största företagen i Stångby är Stångby plantskola.

## Idrott
Fotbollsklubben Torns IF kommer från Stångby. Föreningen bildades år 1965 och har producerat spelaren Oskar Rönningberg.